# Laser Interferometer Space Antenna

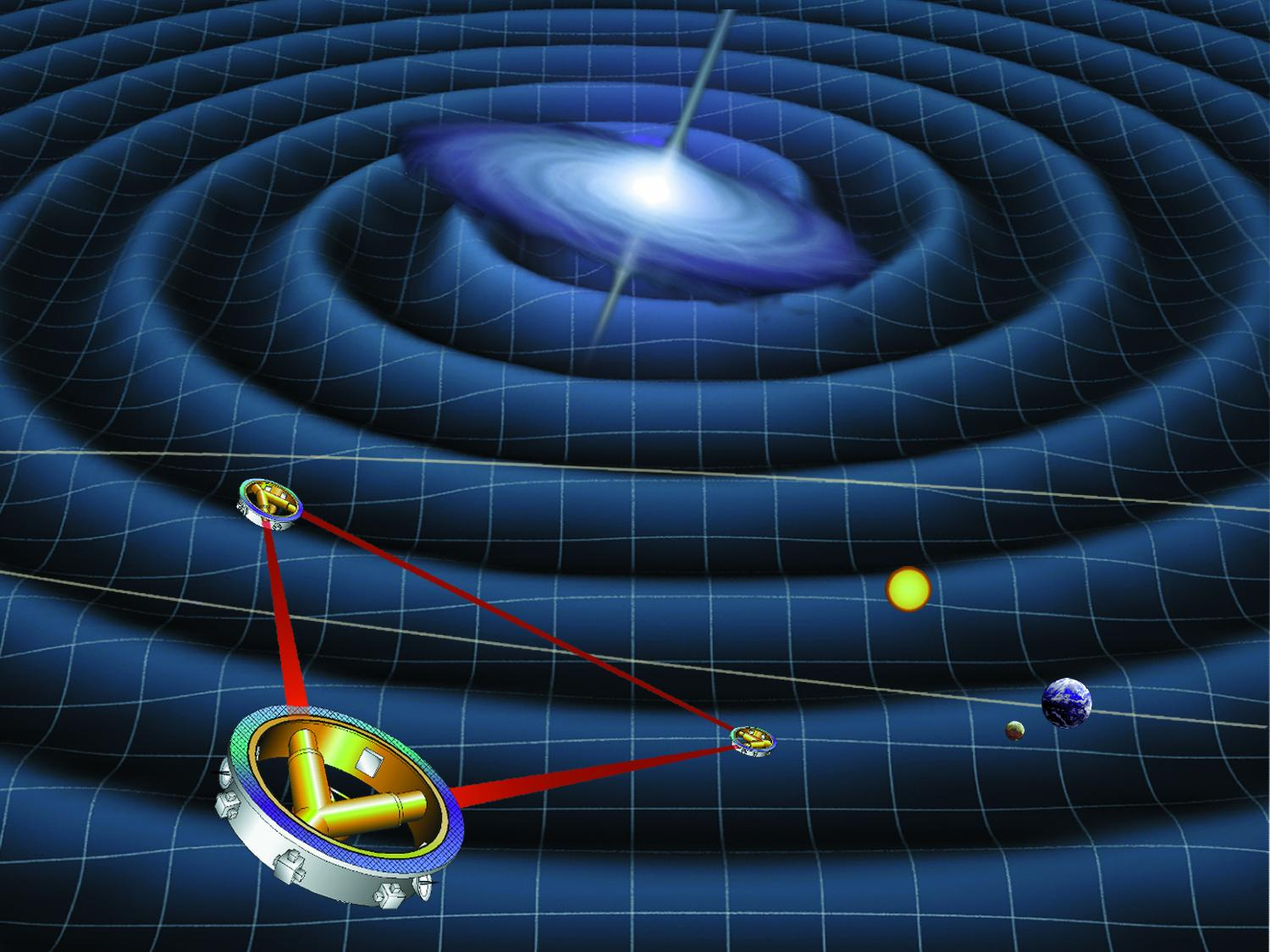
Jedno z možných provedení projektu eLISA

Laser Interferometer Space Antenna (LISA), v dřívější menší verzi označovaný jako Evolved Laser Interferometer Space Antenna (zkratka eLISA), je plánovaný projekt Evropské kosmické agentury ESA určený k detekci a přesnému měření gravitačních vln.
Systém by se měl skládat ze tří družic a pracovat na principu porovnávání dvou odražených laserových paprsků v interferometru. K vypuštění družic by podle plánů z roku 2024 mělo dojít v roce 2035.

## Projekt
Systém by se měl skládat ze tří družic obíhajících kolem Slunce. Jejich vzájemná vzdálenost by měla činit asi 2,5 milionu kilometrů, v dřívějším návrhu eLISA se jednalo o milion kilometrů. Systém by měl fungovat tak, že každá družice vyšle identický laserový paprsek k ostatním družicím, ty jej odrazí zpět a došlé paprsky se porovnají v interferometru. Princip je velmi podobný měření v už existujících pozemských zařízeních LIGO a VIRGO – pokud systémem projde gravitační vlna, vzájemná vzdálenosti družic se nepatrně změní. Tato změna se pak projeví při porovnání obou paprsků v interferometru.

### Historie a stav projektu
Projekt LISA byl původně společným ESA a americké NASA. V roce 2012 však NASA z finančních důvodů od projektu odstoupila a ESA pokračuje v projektu sama.
V prosinci 2015 vypustila družici LISA Pathfinder, která měla sloužit k ověření některých principů projektu eLISA. Nesla interferometr a dvě 46 mm velké krychle ze slitiny zlata a palladia, u nichž byla pozorovat jejich vzájemná vzdálenost.
Podle představ z roku 2013 se má do roku 2020 vyvíjet technologie potřebná pro projekt a od roku 2024 se má začít s výrobou komponent a družice.
V lednu 2024 ESA projekt schválila s předpokládaným rozpočtem 1,75 miliardy eur. Start by měl proběhnout v roce 2035.
Na vývoji zařízení pro přepínání hlavního a záložního laseru se podílejí čtyři české vědecké ústavy.